# Маньи-ла-Кампань
Маньи́-ла-Кампа́нь (фр. Magny-la-Campagne) — коммуна во Франции, находится в регионе Нижняя Нормандия. Департамент коммуны — Кальвадос. Входит в состав кантона Бретвиль-сюр-Лез. Округ коммуны — Кан.
Код INSEE коммуны — 14386.

## Население
Население коммуны на 2010 год составляло 584 человека.
| 1962 | 1968 | 1975 | 1982 | 1990 | 1999 | 2010 |
| ---- | ---- | ---- | ---- | ---- | ---- | ---- |
| 461  | 407  | 403  | 451  | 466  | 476  | 584  |

## Экономика
В 2010 году среди 390 человек трудоспособного возраста (15—64 лет) 293 были экономически активными, 97 — неактивными (показатель активности — 75,1 %, в 1999 году было 70,5 %). Из 293 активных жителей работали 270 человек (147 мужчин и 123 женщины), безработных было 23 (7 мужчин и 16 женщин). Среди 97 неактивных 38 человек были учениками или студентами, 35 — пенсионерами, 24 были неактивными по другим причинам.